# Olivia Welin
Olivia Welin, född 29 maj 1996, är en svensk fotbollsspelare (mittfältare) som spelar för FC Rosengård i Damallsvenskan. Även hennes syster, Anna Welin, är en fotbollsspelare.
Welin medverkade i Jag ska bli stjärna, en dokumentärserie på TV4 2009–2010 som följde några barn och ungdomar med stora framtidsdrömmar.

## Karriär
Welins moderklubb är Höllvikens GIF. Hon spelade för klubben i Division 2 mellan 2011 och 2013. I augusti 2013 gick Welin till Kristianstads DFF. Welin debuterade i Damallsvenskan den 11 augusti 2013 som 17-åring i en 2–2-match mot KIF Örebro, där hon blev inbytt i den 28:e minuten mot Linnea Liljegärd.
Inför säsongen 2016 gick Welin till Limhamn Bunkeflo, där även systern Anna Welin spelade. Vid U20-VM 2016 råkade Welin ut för en fotskada som i princip höll henne borta från spel i tre år. Hon gjorde comeback i Borgeby FK 2019 och spelade de tre sista omgångarna i Elitettan 2019.
Inför säsongen 2020 återvände Welin till Kristianstads DFF. Hon missade våren 2020 på grund av en knäskada och sjukdomsbekymmer. Under hösten fortsatte bekymren och det blev inget spel för Welin under 2020. I januari 2021 värvades Welin av FC Rosengård, där hon skrev på ett tvåårskontrakt.